# Discoderus
Discoderus is een geslacht van kevers uit de familie van de loopkevers (Carabidae). De wetenschappelijke naam van het geslacht is voor het eerst geldig gepubliceerd in 1853 door LeConte.

## Soorten
Het geslacht Discoderus omvat de volgende soorten:
- Discoderus acinopoides Bates, 1884
- Discoderus aequalis Casey, 1914
- Discoderus amoenus LeConte, 1863
- Discoderus arcuatus Putzeys, 1878
- Discoderus congruens Casey, 1914
- Discoderus cordicollis G.Horn, 1891
- Discoderus crassicollis G.Horn, 1891
- Discoderus crassiusculus Putzeys, 1878
- Discoderus dallasensis Casey, 1924
- Discoderus difformipes Bates, 1882
- Discoderus dislocatus Bates, 1891
- Discoderus distortus Bates, 1882
- Discoderus impotens LeConte, 1858
- Discoderus longicollis Casey, 1914
- Discoderus melanthus Bates, 1884
- Discoderus obsidianus Casey, 1914
- Discoderus papagonis Casey, 1914
- Discoderus parallelus Haldeman, 1843
- Discoderus parilis Casey, 1914
- Discoderus peregrinus Casey, 1924
- Discoderus piger Bates, 1882
- Discoderus pinguis Casey, 1884
- Discoderus pulvinatus Bates, 1884
- Discoderus robustus G.Horn, 1883
- Discoderus subviolaceus Casey, 1914
- Discoderus symbolicus Casey, 1914
- Discoderus tenebrosus LeConte, 1848
- Discoderus texanus Casey, 1924